# Mesogastropoda
Mesogastropoda (Taenioglossa) – rząd ślimaków należący do podgromady przodoskrzelnych, liczący ok. 30 000 gatunków. We współczesnej systematyce rząd ten już nie występuje, jako że stwierdzono, iż nie jest on monofiletyczny.

## Charakterystyka
Przedstawiciele Mesogastropoda mają tylko jedno skrzele, z jednym rzędem listków skrzelowych, przyrośniętych zwykle do górnej ścianki jamy skrzelowej. Serce ich posiada jeden przedsionek. Również ślimaki te posiadają jedną nerkę. Natomiast ich zwoje nożne zwykle są silnie skrócone. Są  to organizmy często rozdzielnopłciowe i posiadają one narząd kopulacyjny zwykle duży i niewciągany. Otwór gębowy jest osadzony na końcu krótszego lub dłuższego ryjka. Tarka (radula) jest zbudowana z licznych rzędów zębów, a w każdym rzędzie jest powyżej 3, a najczęściej 7 zębów. Skorupka u tych ślimaków jest rozmaitego kształtu, lecz nie posiada warstwy perłowej, w nielicznych przypadkach jest ona uwsteczniona albo też zanika. Otwór muszli posiada niekiedy krótszą lub dłuższą rynienkę syfonalną. Otwór muszli jest zamykany przez wieczko (operculum), które jest przyrośnięte do tylnej części nogi. Wieczko to jest rogowe lub zwapniałe. Ślimaki należące do tego rzędu to zwykle organizmy morskie, ale dość liczne są też taksony słodkowodne, a nawet lądowe. Występują one głównie w krajach tropikalnych i subtropikalnych. Przedstawiciele należący do tego rzędu są znani już od końca ery paleozoicznej.